# Irans herrlandslag i futsal
Irans herrlandslag i futsal representerar Iran i futsal för herrar. Laget styrs av Irans fotbollsförbund.
Laget har dominerat futsalen på herrsidan i Asien med 10 av 11 vinster i Asiatiska mästerskapet. Laget har deltagit i 5 världsmästerskap med en fjärdeplats som bästa placering under VM 1992 som spelades i Australien.

## Meriter
FIFA-världsmästerskap
| År   | Värdland         | Placering          |
| ---- | ---------------- | ------------------ |
| 1989 | Nederländerna    | Deltog ej          |
| 1992 | Hongkong         | 4                  |
| 1996 | Spanien          | Gruppspel omgång 1 |
| 2000 | Guatemala        | Gruppspel omgång 1 |
| 2004 | Kinesiska Taipei | Gruppspel omgång 1 |
| 2008 | Brasilien        | Gruppspel omgång 2 |
| 2012 | Thailand         |                    |